# Amatola
Amatola is een geslacht van hooiwagens uit de familie Triaenonychidae.
De wetenschappelijke naam Amatola is voor het eerst geldig gepubliceerd door Lawrence in 1931. 

## Soorten
Amatola omvat de volgende 6 soorten:
- Amatola armata
- Amatola dentifrons
- Amatola durbanica
- Amatola maritima
- Amatola setifemur
- Amatola unidentata